# Müllstation
Müllstation er et tysk punkband fra Eisleben i Sachsen-Anhalt. Det blev grundlagt i DDR i 1980 og er derfor pr.  2020 blandt de ældste stadigt aktive tyske punkbands.

## Diskografi
- 1990: Plunder (MC – Rat-Tape Records)
- 1991: Punk lebt (MC – Aggressive Punk Tapes)
- 1991: Schrei Los! (MC – Trash Tape Rekords)
- 1991: Sei Dagegen! (MC – Trash Tape Rekords)
- 1991: Mach Mit (MC – Trash Tape Rekords)
- 1993: Wir sind dabei! (LP/CD – Höhnie Records)
- 1993: Punkrockkönig Vom Mansfelder Land (7" – Höhnie Records, Nasty Vinyl)
- 1993: Pogo Im VPKA (7" – Höhnie Records, Nasty Vinyl)
- 1994: 1977 (LP/CD – Höhnie Records)
- 1994: Wünscht fröhliche Weihnacht überall (7" – Nasty Vinyl)
- 1995: Zeitsprung (EP – Trash Tape Rekords)
- 1996: Ratt'n' Roll gegen Altersfalten (CD – Höhnie Records)
- 1998: Limitiert (splitalbum med Dog Food Five – Schlemihl Records)
- 1999: Zeitbombe (LP/CD – Höhnie Records)
- 1999: Gut gekauft, gern gekauft (EP – Höhnie Records)
- 2000: Schläger in der Straßenbahn (EP – Schlemihl Records)
- 2000: Auf der Suche (EP – Steve Aktiv Records)
- 2002: Arbeitslos – Kein Geld – Keine Freude (EP – Höhnie Records)
- 2005: Anschlag (LP – Höhnie Records / CD – Impact Records)